# Евпатий Коловрат
Евпа́тий Коловра́т — персонаж древнерусского историко-литературного произведения «Повесть о разорении Рязани Батыем». Легендарный русский богатырь, сражавшийся против монголо-татарских завоевателей в XIII веке.
Единственным древнерусским источником, упоминающим о Евпатии Коловрате, является «Повесть о разорении Рязани Батыем».
Историки XIX века, и часть историков XX века считали Евпатия Коловрата реально существовавшей исторической фигурой. Однако историки-медиевисты XXI века считают его литературным персонажем.

## Легендарная биография
Родился в Старорязанском стане княжества. Рязанскими историками это место называлось Урсовский городок. Располагался на территории Воинского уезда княжества. Находясь в Чернигове (согласно «Повести о разорении Рязани Батыем» с рязанским князем Ингварем Ингваревичем), по одной из версий, с посольством с просьбой о помощи Рязанскому княжеству против монголов и узнав об их вторжении в Рязанское княжество, Евпатий Коловрат с «малою дружиною» спешно двинулся в Рязань (Старую). Но застал город уже разорённым «…государей убитых и множество народу полёгшего: одни убиты и посечены, другие сожжёны, а иные потоплены». Тут к нему присоединились уцелевшие «…коих Бог сохранил вне города», и с отрядом в 1700 человек Евпатий пустился в погоню за монголами. Настигнув их в Суздальских землях, внезапной атакой полностью истребил их арьергард. «И бил их Евпатий так нещадно, что и мечи притуплялись, и брал он мечи татарские и сёк ими». Изумлённый Батый послал против Евпатия богатыря Хостоврула, брата своей жены, «…а с ним сильные полки татарские». Хостоврул обещал Батыю привести Евпатия Коловрата живым, но погиб в поединке с ним. Несмотря на огромный численный перевес татар, в ходе ожесточённой битвы Евпатий Коловрат «…стал сечь силу татарскую, и многих тут знаменитых богатырей Батыевых побил…».
Есть предание, что посланец Батыя, отправленный на переговоры, спросил у Евпатия: «Чего вы хотите?». И получил ответ — «Только умереть!». Согласно некоторым преданиям, монголам удалось уничтожить отряд Евпатия только с помощью камнемётных орудий, предназначенных для разрушения укреплений: «И навадиша на него множество по́роков, и нача бити по нем ис тмочисленых по́роков, и едва убиша его». Поражённый отчаянной смелостью, мужеством и воинским искусством рязанского богатыря, Батый, сказав «О, Евпатий! Если б ты у меня служил, я держал тебя у самого сердца!», отдал тело убитого Евпатия Коловрата оставшимся в живых рязанским воинам и, в знак уважения к их мужеству, повелел отпустить их, не причиняя им никакого вреда.
В некоторых (не ранних) редакциях «Повести» указывается отчество Евпатия — Львович и рассказывается о торжественных его похоронах в Рязанском соборе 11 января 1238 года. При этом точные дата и место сражения Коловрата с монголами в легендах не уточняются. Согласно «Повести», Коловрат нагнал монголов в пределах земли Суздальской. Последним городом Рязанской земли на пути монголов была Коломна, под которой монголы были, по разным оценкам, 1 января (Храпачевский Р. П.) или 10 января (Каргалов В. В.) 1238 года. При этом, по версии Каргалова В. В., Коловрат сражался с монголами ещё на пути между Рязанью и Коломной. Первым же городом Суздальской земли на пути монголов стала Москва, осаждённая 15 января и взятая 20 января 1238 года.
Былинные отклики и параллели к сказанию приведёны у М. Г. Халанского, «Великорусские былины киевского цикла», 1885.

## Историчность
Согласно мнению современных историков-медиевистов, нет оснований считать рассказ о Евпатии Коловрате изображением реальных событий. О Евпатии нет известий ни в каких других источниках кроме «Повести о разорении Рязани Батыем».
Историки XVIII—XIX века, и часть историков XX века считали Евпатия Коловрата реально существовавшей исторической фигурой. Н. М. Карамзин пересказывает содержание повести, не подвергая сомнению историчность Евпатия.
Д. И. Иловайский аналогично: «событие, очевидно, невыдуманное, только трудно определить, насколько народная гордость участвовала в изобретении поэтических подробностей».
Современные исследователи Повести (Комарович, Лихачев, Лобакова, Клосс) считают, что рассказ о Коловрате является позднейшей вставкой. Д. С. Лихачёв писал, что рассказ о Коловрате «целиком обязан своим происхождением народному эпосу».

## Образ в культуре

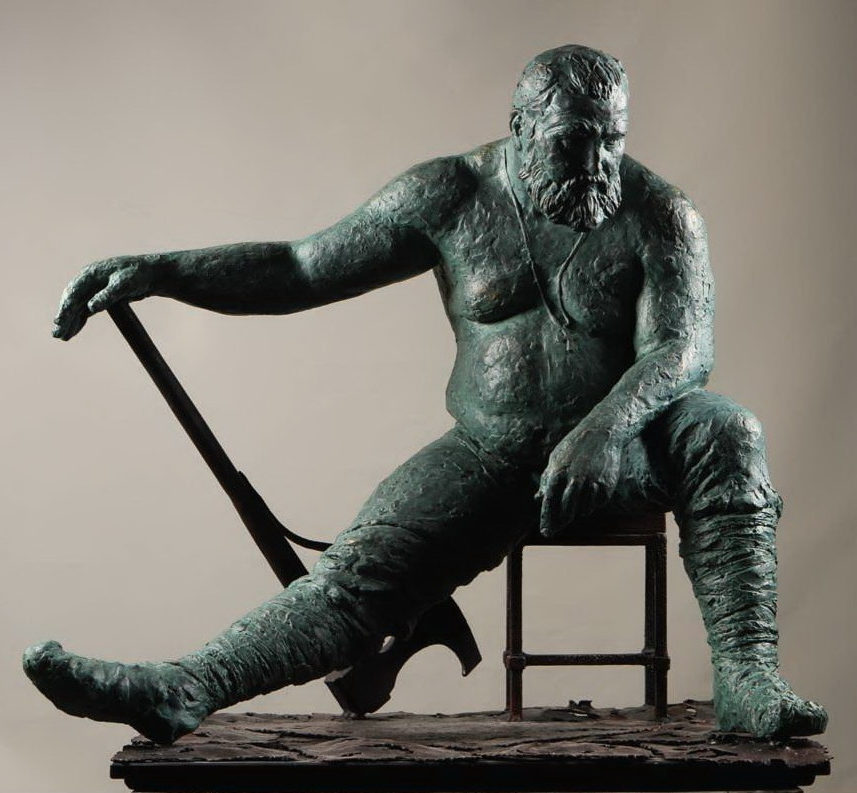
Иван Коржев, Евпатий Коловрат, 2009. Литьевой камень, тонировка под бронзу, чёрный металл, 83х90х67см

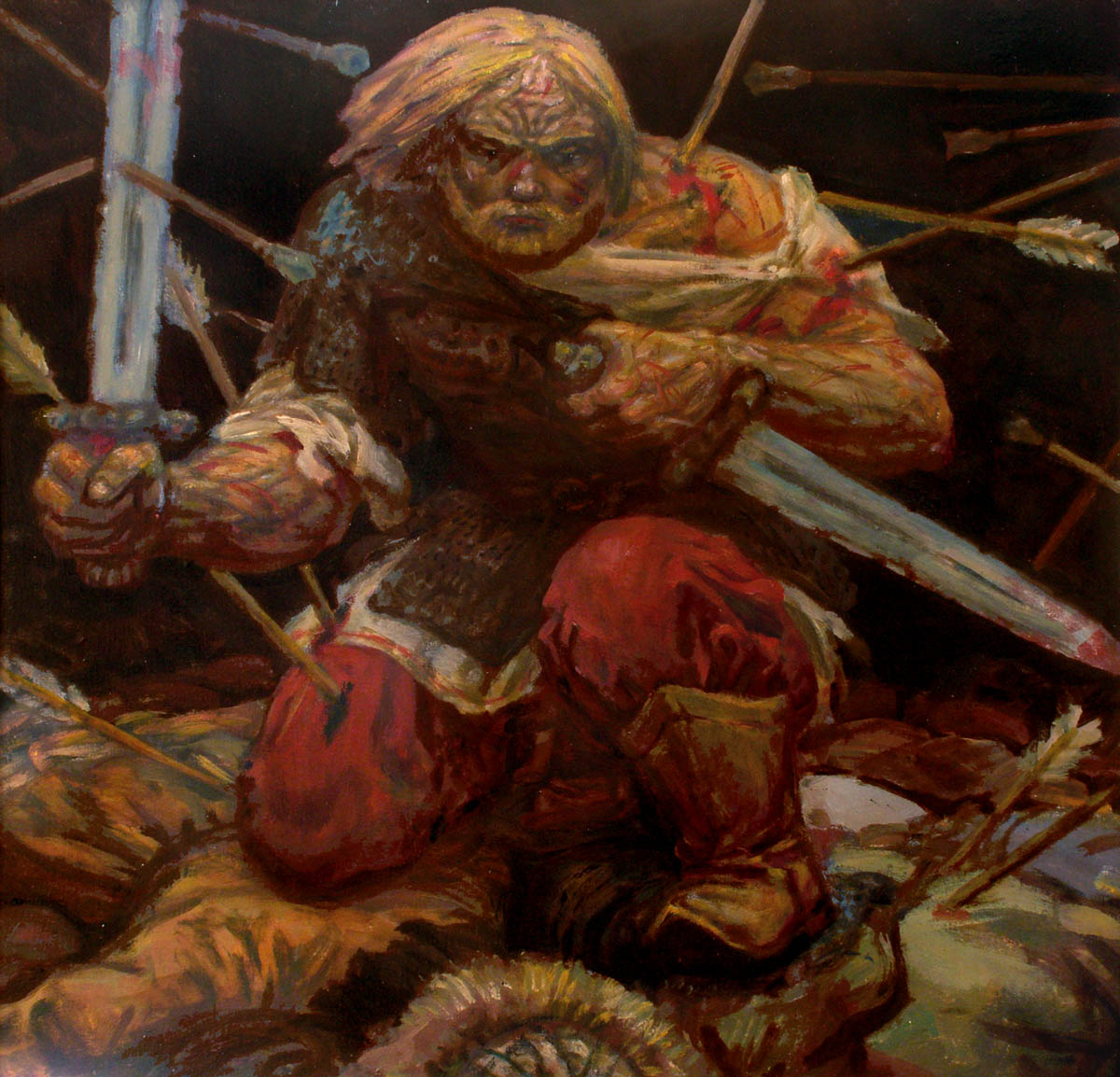
Максимильян Пресняков. Евпатий Коловрат (2009)

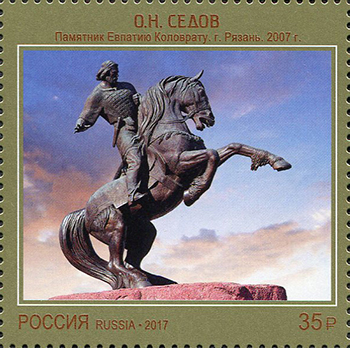
Почтовая марка России, 2017 год

### Поэзия и литература
- Николай Языков. Стихотворение «Евпатий» (1824)
- Лев Мей. «Песня про боярина Евпатия Коловрата» (1859)
- Сергей Есенин. «Песнь о Евпатии Коловрате» (1912)[13]
- Сергей Есенин. «Сказание о Евпатии Коловрате, о хане Батые, Цвете Троеручице, о Чёрном Идолище и Спасе нашем Иисусе Христе» (1912)[14]
- Сергей Марков. «Слово о Евпатии Коловрате» (1941)
- Василий Ян. «Батый», ч. 3 «Евпатий Неистовый» (1942)
- Василий Ряховский. «Евпатий Коловрат» (1947)
- Владимир Ерохин. За русскую землю: Исторический очерк о борьбе рязанцев с Батыем, о русском богатыре Евпатии Коловрате и его брате ковале Фатьяне. — Рязань (1954)
- Владимир Ерохин. «Евпатий Коловрат». Издательство «Московский рабочий» (1969)
- Кончаловская Н. П. Наша древняя столица (1972)[15]
- Валентин Сорокин. «Евпатий Коловрат» (1975)[16]
- Вронский Ю. П. Злой город (1976)[17]
- Д. О. Силлов «Злой город» (2007)
- Лев Прозоров (Озар Ворон). «Евпатий Коловрат» (2009)

### Мультипликация
- «Сказ о Евпатии Коловрате» (режиссёр Роман Давыдов, «Союзмультфильм», 1985)[18]
- «Сказание о Евпатии Коловрате» (художник Б. Пашков, студия «Диафильм», 1988)

### Кино
- Фильм «Легенда о Коловрате» 2017 года. Режиссёры Джаник Файзиев, Иван Шурховецкий, главную роль сыграл Илья Малаков.

### Музыка
- Юрий Белоусов — Легенда о Коловрате (2015)
- Группа «Иван Царевич» — песня «Коловрат» (2016)[19]
- Алексей Красавин — песня «Евпатий Коловрат» (2003)
- Группа «Киборг» — песня «Евпатий Коловрат» (2007)[20]
- Кантата в пяти частях «Евпатий Коловрат» (музыка Виктора Викторова, стихи Геннадия Попова) (2010)[21]
- Группа «Моя Дерзкая Правда» — песня «Евпатий Коловрат»
- Группа «Возвращение» — песня «Коловрат»
- Группа «Путь Солнца» — песня «Ни шагу назад»
- Группа «GjeldRune» — песня «Коловрат» (2014)[22]
- Группа «Прохожий» — песня «Евпатий Коловрат» (2018)[23]
- Группа «Стольный градЪ» песня — «Евпатий Коловрат» (2019)
- Группа «Стимфония» и группа «План Ломоносова» — песня «Легенда о Коловрате» (2024)

### Компьютерные игры
- Компьютерная игра «Золотая Орда» (2008)

## Памятники
В настоящее время в России существуют три памятника русскому богатырю, все они располагаются на территории Рязанской области:
- Первый из них был установлен в 1995 году в посёлке городского типа Шилово, так как именно в Шиловский район вошли основные земли Старорязанского стана, где согласно некоторым источникам[источник не указан 414 дней], находился Урсовский городок Коловрата. Место это расположено на стыке двух речек Заполья (приток р. Непложи) и речки Урсулы, относится к Воинскому уезду Рязанского княжества.
- Второй памятник работы Олега Седова был открыт 18 октября 2007 года в центре Рязани на Почтовой площади, располагающейся неподалёку от Кремля. Монумент представляет собой богатыря на лошади, стоящей на красном гранитном пьедестале. Цвет пьедестала символизирует собой обагрённую кровью рязанскую землю, защитником которой и выступил Евпатий Коловрат. До 2014 года мэрия Рязани планировала завершить архитектурную группу памятника, украсив его топиарными цветниками, каскадным фонтаном и декоративными камнями, с высеченными на них отрывками из «Повести временных лет»[24].
- Третий установлен на выезде из деревни Фролово (Шиловский район Рязанской области), в сторону деревни Ряссы.

Памятник Евпатию Коловрату в Шилове
Памятник Евпатию Коловрату на Почтовой площади в Рязани
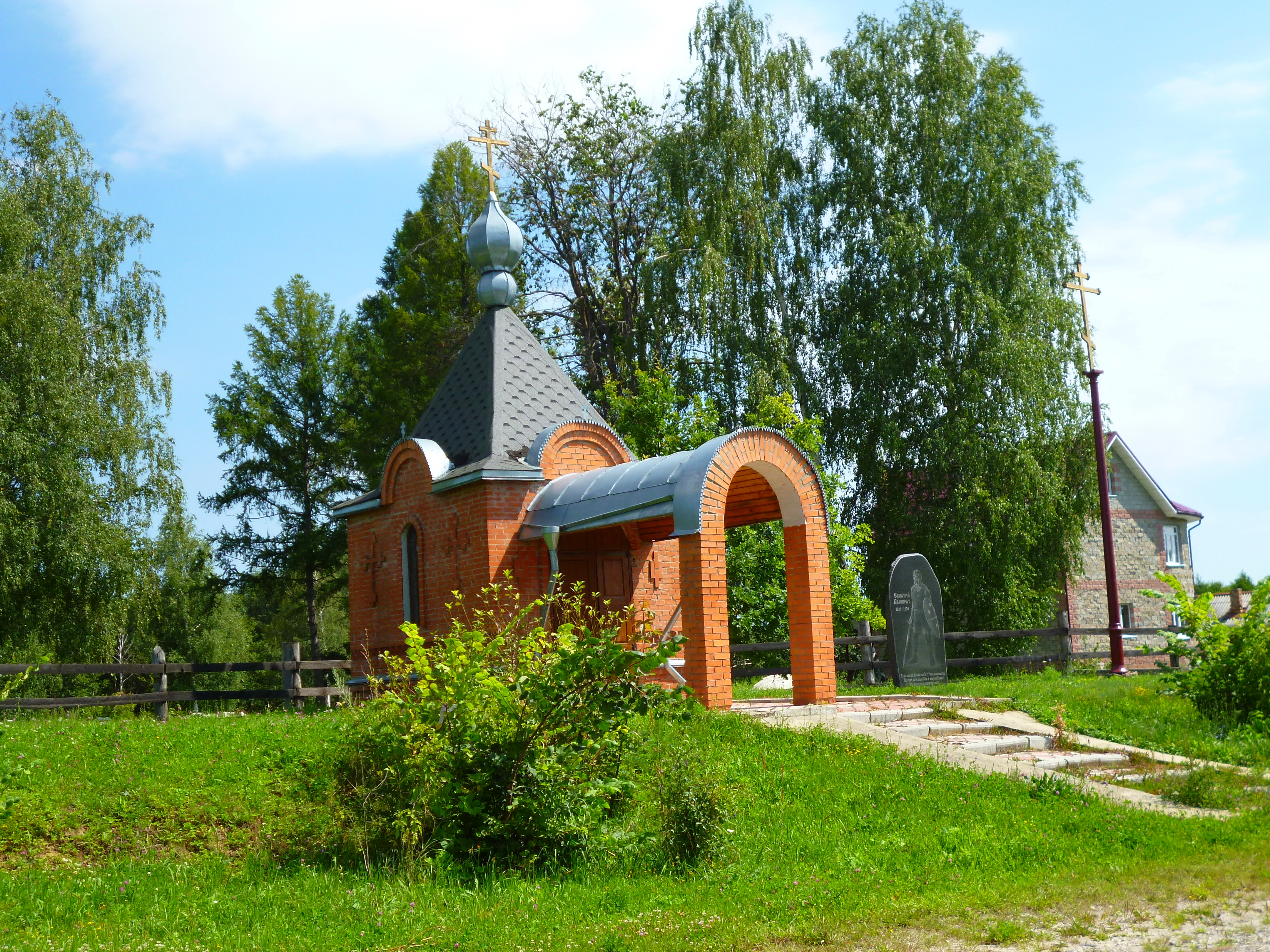
Памятник Евпатию Коловрату в деревне Фролово

### Научная
- Евпатий Коловрат // Советская военная энциклопедия : в 8 т. / пред. гл. ред. комис. А. А. Гречко [т. 1, 8], Н. В. Огарков [т. 2—7]. — М. : Военное изд-во М-ва обороны СССР, 1976—1980.
- Амелькин А.О. Когда "родился" Евпатий Коловрат // Родина. — 1997. — № 3—4. — С. 48—52.
- Брохин В. С. «За русскую землю. Исторический очерк о борьбе рязанцев с Батыем, о русском богатыре Евпатии Коловрате и его брате Ковале Фатьяне.» Рязань, 1954;
- Горский А.А. "Сказание о Мамаевом побоище", "Повесть о разорении Рязани Батыем", Никоновская летопись: о начале русской исторической беллетристики // Исторический вестник. — 2023. — Т. 45. — С. 156—177.
- Повесть о разорении Рязани (подготовил к печати Д.С. Лихачев). Волоколамский список XVI в. Список Хронографа 1599 г. // Воинские повести Древней Руси / Адрианова-Перетц В.П. (ред.). — Москва—Ленинград: Издательство Академии Наук СССР, 1949. — 374 с. — (Литературные памятники).
- Миллер В. Ф. Евпатий Коловрат // Энциклопедический словарь Брокгауза и Ефрона : в 86 т. (82 т. и 4 доп.). — СПб., 1890—1907.
- Клосс Б. М. Глава VIII. Повесть о Николе Заразском // Избранные труды. Т. 2: Очерки по истории русской агиографии XIV-XVI веков. — Языки русской культуры, 2001. — С. 411—. — 498 с.
- Комарович В. Л. К литературной истории повести о Николе Зарайском // ТОДРЛ. — 1947. — С. 57—72.
- Лобакова И.А. Проблема соотношения старших редакций «Повести о разорении Рязани Батыем» // Тр.  РАН. Ин-т рус. лит. Отд. древнерус. лит. (ТОДРЛ).. — СПб., 1993. — Т. 46. — С. 36—42.

### Художественная
- Горчаков В. Г. Евпатий Коловрат. Исторический роман. — Краснодар: Краснодарское книжное издательство, 1990. — 416 с.
- Ерохин В. С. Евпатий Коловрат. Исторические повести. — М.: Московский рабочий, 1969. — 112 с.: ил.
- Каргалов В. В. Русский щит. Повесть-хроника. — М.: Детская литература, 1972. — 158 с.:ил.
- Ряховский В. Д. Евпатий Коловрат. Историческая повесть. — М.: Детская литература, 1952. — 134 с. — Серия «Школьная библиотека».
- Ян В. Г. Батый. Исторический роман / Предисл. И. Б. Грекова. — М.: Правда, 1984. — 352 с.